# Ladu
Los ladu son dulces con forma esférica, especialmente populares en Asia meridional. Los ladu se preparan con harina, azúcar y otros ingredientes que pueden variar según la receta. Se sirven habitualmente durante ciertas festividades u ocasiones religiosas.

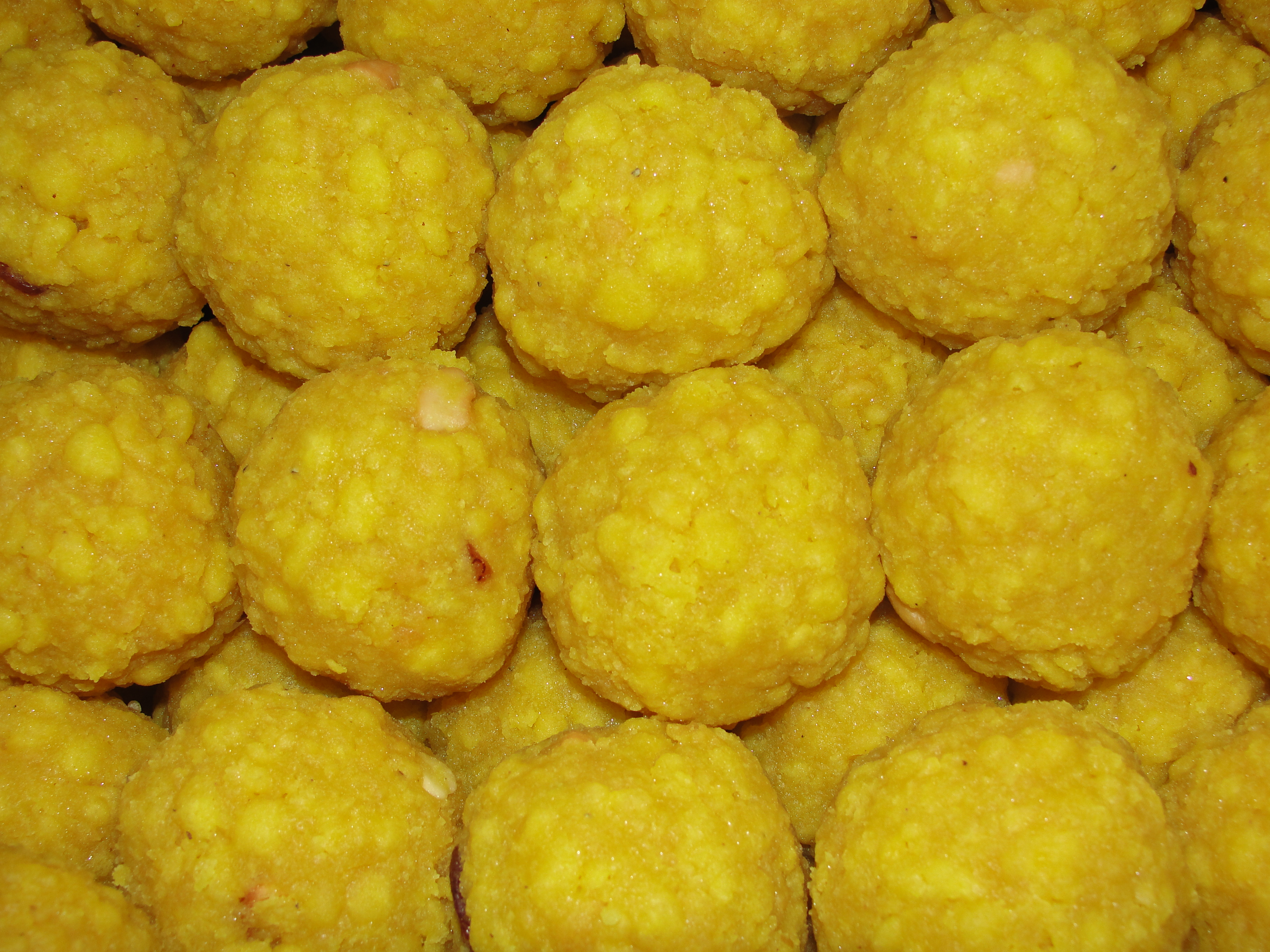
Ladus

## Ingredientes
Entre las harinas que se utilizan para la preparación de los ladus se incluyen la harina de garbanzos, la sémola y el coco rallado. A estos ingredientes se les añade azúcar (bajo distintas formas) y otros sabores, se cocinan en ghee y finalmente se les da forma esférica. Algunas recetas de ladu contienen medicinas ayurvédicas, otras incluyen fenogreco, distintos tipos de cereales y confituras. Algunos frutos secos, como los pistachos o las almendras, también se añaden con frecuencia a la masa de los ladu.

## Uso
Los ladu se preparan a menudo para festividades o acontecimientos de tipo familiar, como matrimonios y nacimientos de niños, o se ofrecen como prasadam (ofrendas religiosas de comida) en los templos hindúes.
Los ladu también se consideran un dulce tradicional para el Eid a-Fitr en algunas comunidades Islámicas. 